# ارنستو سدیو
اِرنستو سِدی‌یّو پونثه دِ لئون (اسپانیایی: Ernesto Zedillo Ponce de León‎، ‏ انگلیسی: Ernesto Zedillo؛ ‏ زادهٔ ۲۷ دسامبر ۱۹۵۱) یک سیاست‌مدار و اقتصاددان اهل مکزیک است. او از ۱ دسامبر ۱۹۹۴ تا ۳۰ نوامبر ۲۰۰۰ میلادی، رئیس‌جمهور مکزیک بود و پس از پایان دوران ریاست جمهوری، فردی پیشرو و فعال در خصوص جهانی‌شدن، به‌ویژه تأثیر آن در روابط بین «کشورهای توسعه‌یافته» و «کشورهای در حالِ توسعه» بوده است.
وی در حال حاضر، مدیر مرکز مطالعات جهانی‌شدن در دانشگاه ییل و عضو هیئت مدیره سیتی‌گروپ است. وی همچنین از اعضاء اصلی گروه متنفذین است.